# Šach (Volfířov)

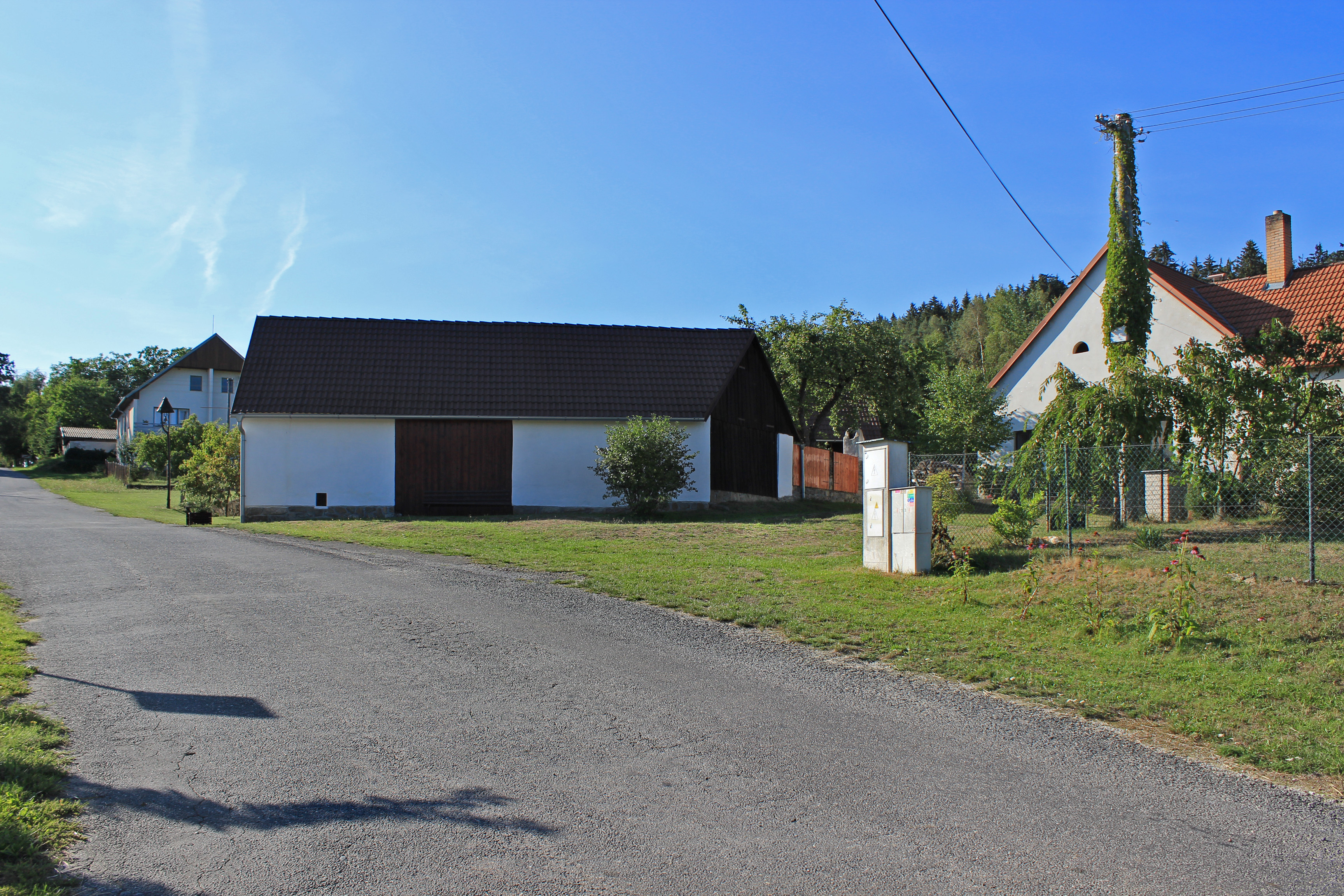
Straße nach Radlice

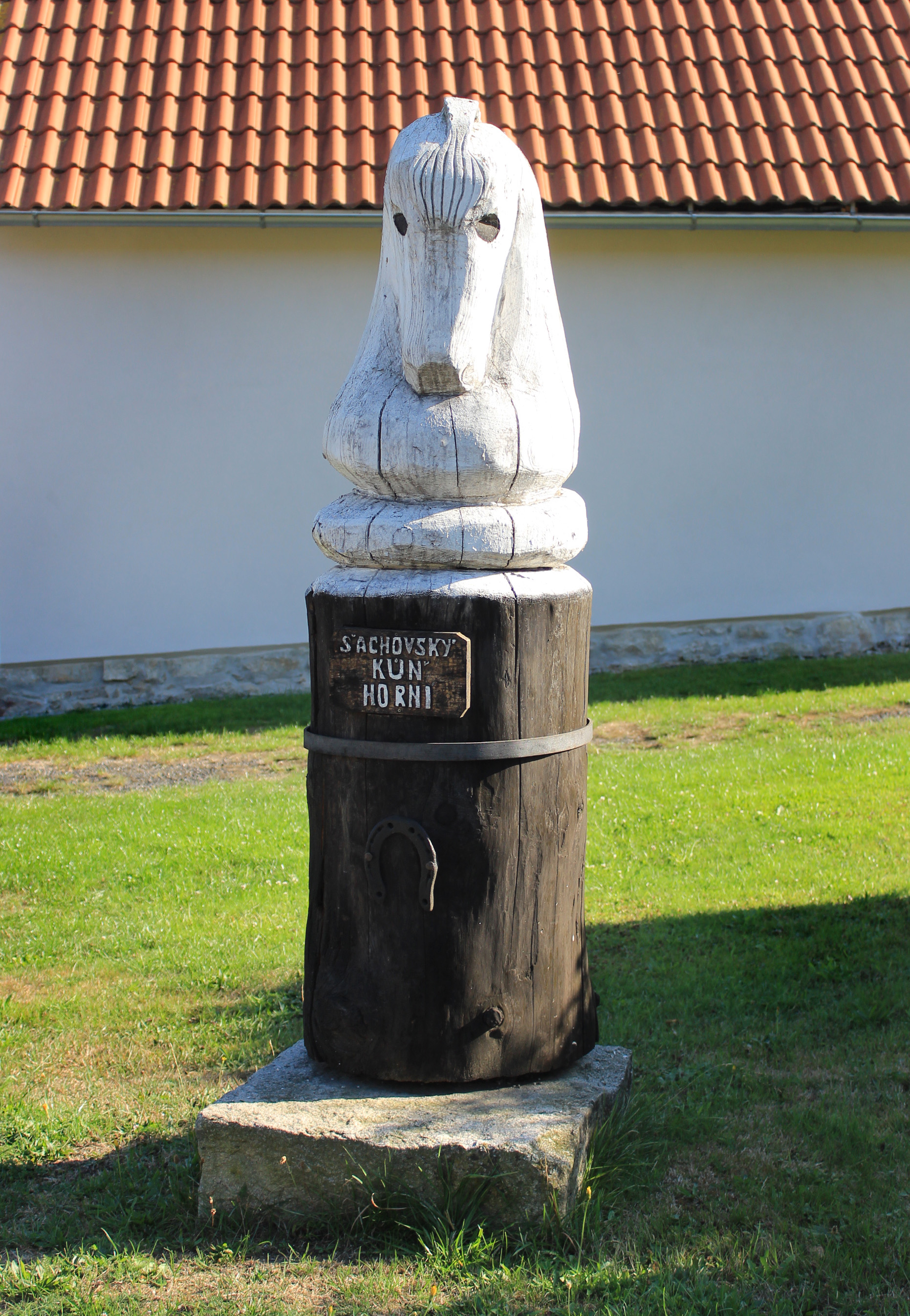
Hölzerne Springerfigur

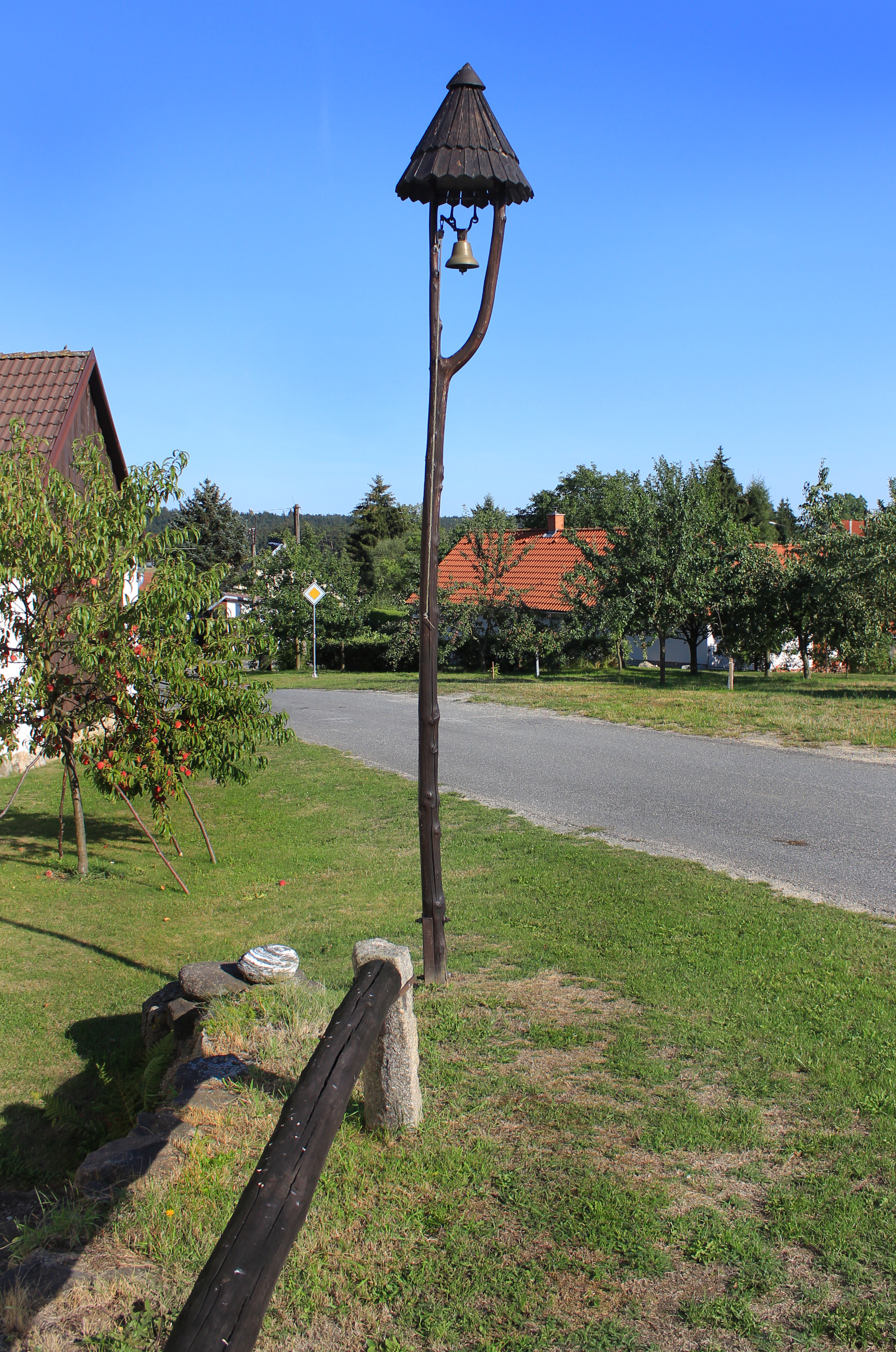
Glockenbaum

Šach (deutsch Schach) ist ein Ortsteil der Gemeinde Volfířov (Wolfers) in Tschechien. Er liegt jeweils acht Kilometer nordwestlich von Dačice (Datschitz) und gehört zum Okres Jindřichův Hradec.

## Geographie
Das Angerdorf Šach befindet sich am Rande der Dačická kotlina (Datschitzer Becken) in der Quellmulde eines rechten Zuflusses zum Řečický potok. Entlang der westlichen Gemarkungsgrenze fließt der Bach Volfířovský potok. Nordöstlich erhebt sich der U Sosní (591 m n.m.), im Südosten der Háj (564 m n.m.), südlich der Na Kopci (569 m n.m.), im Westen die Hora (620 m n.m.) sowie nordwestlich der Holý vrch (Loserberg, 625 m n.m.).
Nachbarorte sind Bukovská und Sádky im Norden, Řečice, Na Obci und Mysletice im Nordosten, Dolní Mlýn, Lipová und Prostřední Vydří im Osten, Kostelní Vydří, Dolní Němčice und Volfířov im Südosten, Lipolec und Nové Dvory im Süden, Markvarec und Lipnice im Südwesten, Plucarův Mlýn, Radlice und Heřmaneč im Westen sowie Brandlín, Velká Lhota und Poldovka im Nordwesten.

## Geschichte
Die erste urkundliche Erwähnung des Dorfes erfolgte 1385 im Zuge eines Vergleichs zwischen den Vettern Heinrich dem Jüngeren von Neuhaus und Hermann von Neuhaus wegen der Güter Bielkau und Sternberg unter den Besitzungen der Burg Sternberg. Heinrich III. von Neuhaus überschrieb 1392 das von seinem Bruder Heinrich dem Jüngeren geerbte Gut Sternberg im Austausch gegen eine Hälfte von Zlabings landtäflig dem Hermann von Neuhaus. Dieser überschrieb 1398 Sternberg und weitere Güter seiner Tochter Elisabeth/Eliška († 1417) und deren Ehemann Johann von Krawarn-Krumau erblich als Heiratsgut. Um 1410 gehörte das Gut Sternberg der Witwe Elisabeth und deren Sohn Benedict von Krawarn-Krumau (Benešek z Kravař). Im Jahre 1414 verglichen sich Ulrich und Johann d. Ä. von Neuhaus darüber, dass Ulrich nach Benedicts Tod Bielkau und Johann d. Ä. Sternberg übernehmen solle. Wenig später verkauften Benedict von Krawarn und seine Mutter das Gut Sternberg an Ulrich von Neuhaus, der es 1415 dem Heinrich von Neuhaus überschrieb. Der Niederen Gerichtsbarkeit des Erbrichters von Schach unterstand auch das Dorf Lhota. Nach der Zerstörung der Burg Sternberg im Jahre 1423 durch die Hussiten unter Jan Hvězda z Vícemilic schlug Anna von Neuhaus die zugehörigen Dörfer der Herrschaft Teltsch zu. Seit dem 15. Jahrhundert war die Bevölkerung überwiegend „akatholisch“. Nach dem Tod des letzten männlichen Nachkommen der Herren von Neuhaus, Joachim Ulrich von Neuhaus, erbte dessen Besitzungen 1604 seine Tochter Lucie Ottilie, die seit 1602 mit Wilhelm Slawata verheiratet war. Im Jahre 1609 errichteten die Protestanten an einer Weggabelung westlich des Dorfes die Heiliggeistkirche. Slawata ließ nach der Schlacht am Weißen Berg die Kirche einziehen und der katholischen Kirche übereignen. Nach dem Tod des letzten Grafen Slavata von Chlum und Koschumberg fiel Schach als Teil der Herrschaft Teltsch 1702 an Franz Anton von Liechtenstein-Kastelkorn, dessen gleichnamiger Enkel die Herrschaft 1754 an Alois Podstatský von Prusinowitz vererbte. Im Jahre 1763 wurde ein heimlicher protestantischer Abendmahlsgottesdienst in der Heiliggeistkirche verraten; zwei der Teilnehmer starben danach in Folge der Folter. Nach dem Josephinischen Toleranzpatent von 1781 bildeten die Protestanten aus Schachy, Groß-Lhota und weiteren Dörfern der Umgebung eine evangelische Kirchgemeinde A.B., die sich gegen den Wiederaufbau der Heiliggeistkirche, die die katholische Pfarrei Wolfirsch nicht zurückgeben wollte, entschied und stattdessen zwischen 1782 und 1784 in Groß-Lhota ein Toleranzbethaus errichtete. Bei der Gemeindespaltung von 1787 traten ca. zwei Drittel der Gemeindeglieder zur Evangelischen Kirche H.B. über und gründeten – ebenfalls in Groß-Lhota – eine zweite evangelische Kirchgemeinde. 1791 lebten in den 26 Häusern von Schachy 173 Personen. Zum Dorf gehörten 210 Joch mäßiges Ackerland sowie einige gute Wiesenflächen.
Im Jahre 1835 bestand das im Iglauer Kreis an der Herrschaftsgrenze gelegene Dorf Schach bzw. Šachý aus 27 Häusern mit 188 mährischsprachigen Einwohnern, davon acht Katholiken sowie 148 Protestanten Helvetischen und 32 Augsburgischen Bekenntnisses. Die Protestanten beider Konfessionen waren nach Groß-Lhota eingepfarrt und eingeschult; katholischer Pfarrort war Wolfirsch. Bis zur Mitte des 19. Jahrhunderts blieb das Dorf der Fideikommissherrschaft Teltsch untertänig, Besitzer waren die Grafen von Podstatzky-Liechtenstein.
Nach der Aufhebung der Patrimonialherrschaften bildete Šachy / Schach ab 1849 eine Gemeinde im Gerichtsbezirk Datschitz. 1862 wurde in Šachy eine Expositur der evangelischen Schule Velká Lhota eingerichtet. Ab 1869 gehörte Šachy zum Bezirk Datschitz. Zu dieser Zeit hatte das Dorf 187 Einwohner und bestand aus 29 Häusern. Zwischen 1903 und 1908 entstand eine staatliche Schule. Im Jahre 1900 lebten in Šachy 163 Personen, 1910 waren es 177. Nach dem Zusammenbruch der k.k. Monarchie wurde die Gemeinde 1918 Teil der neu gebildeten Tschechoslowakei. Beim Zensus von 1921 lebten in den 28 Häusern der Gemeinde Šachy / Schach 166 Tschechen. 1924 wurde der tschechische Gemeindename in Šach geändert. Im Jahre 1930 bestand Šach aus 28 Häusern und hatte 147 Einwohner. Zwischen 1939 und 1945 war die Gemeinde Teil des Protektorats Böhmen und Mähren. Nach dem Ende des Zweiten Weltkrieges wurde Šach wieder Teil der Tschechoslowakei. Im Jahre 1950 lebten in den 26 Häusern von Šach nur noch 103 Personen. Ende 1960 wurde Šach nach Volfířov eingemeindet. 1961 erfolgte die Umgliederung in den Okres Jindřichův Hradec. Im Jahre 1970 hatte Šach 89 Einwohner. Im Jahre 1991 lebten in den 22 Wohnhäusern von Šach 38 Personen. Beim Zensus von 2011 bestand das Dorf aus 27 Häusern und hatte 22 Einwohner. In Šach gibt es eine Grundschule, einen Kindergarten, ein Kulturhaus und eine Außenstelle der Gemeindebücherei.

## Ortsgliederung
Der Ortsteil Šach bildet einen Katastralbezirk.

## Sehenswürdigkeiten
- Ruine der Heiliggeistkirche, westlich des Dorfes
- Hölzerner Glockenbaum, vor dem Haus Nr. 8
- Holzkreuz vor dem Haus Nr. 1, es wurde aus einem Baumstamm geschnitzt und ist mit einem Baldachin überdacht.
- Zwei aus Holz geschnitzte Springerfiguren, bei den Häusern Nr. 28 und Nr. 2
- Lehrpfad Valdenské a české reformace (Waldenser und tschechische Reformation), er führt von Velká Lhota über Šach nach Radlice.